# Kentucky Bank Tennis Championships 2018
Das Kentucky Bank Tennis Championships 2018 war ein Tennisturnier der ITF Women’s Circuit 2018 für Damen und ein Tennisturnier der ATP Challenger Tour 2018 für Herren in Lexington (Kentucky) und fanden zeitgleich vom 30. Juli bis 5. August 2018 statt.